# Valerianella leptocarpa
Valerianella leptocarpa är en kaprifolväxtart som beskrevs av Auguste Nicolas Pomel. Valerianella leptocarpa ingår i släktet klynnen, och familjen kaprifolväxter. Inga underarter finns listade i Catalogue of Life.